# Баталин, Николай Васильевич
Николай Васильевич Баталин (1803 — конец 1860-х) — поэт, переводчик.

## Биография
Из обер-офицерских детей. В 1821 году окончил факультет словесных наук Императорского Московского университета и, как казённокоштный студент, был назначен на службу учителем в прибалтийскую губернию ― Балтийский порт (ныне Палдиски) (1821―1827). Преподавал главным образом русский язык и чистописание. Учитель немецкого языка в Нижегородской гимназии (1827―1834), русского языка в Винницкой гимназии (с 1835). В 1839 году был отстранён от должности из-за «перереканий» с начальством и выслан под надзор местных губернских властей в Воронеж, где жил до 1857 года. Коллежский асессор (с 1840). По утверждению современников, причиной неприятностей писателя был «вольтерианский» образ мыслей, сохраненный им до старости. Между тем опубликованные сочинения Баталина и сохранившаяся в архивах переписка с М. П. Погодиным демонстрируют его крайнюю благонамеренность (как религиозную, так и политическую).
Начав писать стихи еще в университете, Баталин впервые выступил в печати в 1826 году («Свидание» и «Сельское уединение»). Позднее он становится довольно активным журнальным тружеником. Сотрудничал в казанском «Заволжском муравье» (стихи, прозаические переводы; 1833―1834), в «Литературном приложении к «Русскому инвалиду» (1832―1833), в «Москвитянине» (корреспонденции о жизни Воронежа, истории края, записи исторических преданий и анекдотов, переводы; 1841―1849). Литературные знакомства Баталина (М. Т. Каченовский, А. Ф. Мерзляков, А. Ф. Воейков) были подробно описаны в «Записках», над которыми он работал в Воронеже. Баталин перевёл с немецкого сатирический роман К. М. Виланда «Абдеритяне» (ч. 1―2, 1832―1840).